# US Airways Express
US Airways Express è un marchio che identificava una serie di compagnie aeree statunitensi che operavano voli regionali (in particolare negli Stati Uniti, in Canada e alle Bahamas) per conto della US Airways. Contemporaneamente alla capogruppo, ha terminato le operazioni il 17 ottobre 2015.

## Compagnie aeree che operavano in US Airways Express
| Compagnia             | Numero di volo | IATA | ICAO | Call Sign     |
| --------------------- | -------------- | ---- | ---- | ------------- |
| PSA Airlines          | 2200 - 2599    | US   | JIA  | Blue Streak   |
| Piedmont Airlines     | 4100 - 4649    | US   | PDT  | Piedmont      |
| Mesa Airlines         | 2600 - 2999    | YV   | ASH  | Air Shuttle   |
| Chautauqua Airlines   | 3000 - 3099    | RP   | CHQ  | Chautauqua    |
| Republic Airlines     | 3100 - 3499    | RW   | RPA  | Brickyard     |
| Air Wisconsin         | 3551 - 4099    | ZW   | AWI  | Air Wisconsin |
| Colgan Air            | 4650 - 4849    | 9L   | CJC  | Colgan        |
| Trans States Airlines | 3500 - 3550    | AX   | LOF  | Waterski      |